# Ханов, Олег Закирович
Олег Закирович Ханов (род. 11 августа 1951, Кизги, Башкирская АССР) — российский актёр театра и кино, режиссёр-постановщик. Народный артист России (2024), народный артист Башкирской АССР (1983). Профессор, член-корреспондент Петровской академии наук и искусств (2005). Лауреат Государственной премии Российской Федерации (1996), лауреат премии имени Станиславского.
С 2012 года художественный руководитель Башкирского академического театра драмы имени Мажита Гафури.

## Биография
Ханов Олег Закирович родился в селе Кизги Архангельского района Башкирской АССР.

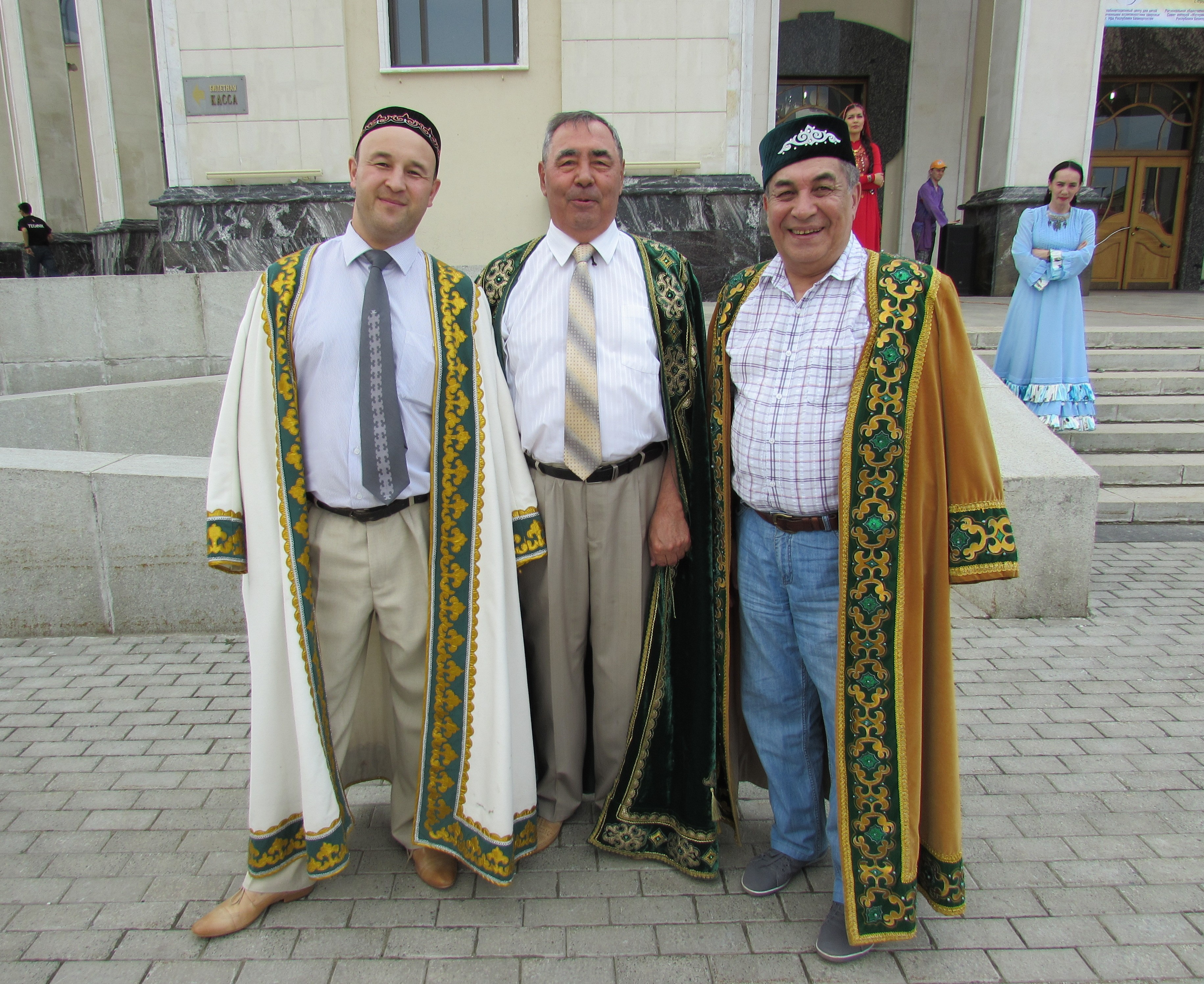
Заместитель министра культуры Ранис Алтынбаев, заместитель председателя Исполкома Курултая башкир Вельмир Азнаев, художественный руководитель Башдрамтеатра Олег Ханов

Окончил Уфимский государственный институт искусств в 1973 году.
Ханов О. З. 15 лет работал в 
Башкирском Академическом театре им. М. Гафури в г. Уфе, 4 года в должности художественного руководителя в Республиканском театре юного зрителя (г. Уфа), 3 года плодотворной работы в театре «Сатирикон» с К. А. Райкиным, много лет сотрудничал с одним из талантливейших режиссёров Рифкатом Исрафиловым в г. Оренбург, с 2009 года главный режиссёр Салаватского государственного башкирского драматического театра.
Сейчас Олег Закирович является художественным руководителем Башкирского академического театра драмы имени Мажита Гафури.
Олег Ханов совмещает административную, актёрскую и режиссёрскую деятельность. В период с 2005 г. по 2012 г. он, как режиссёр, поставил на сцене Салаватского театра 11 спектаклей, в числе которых постановки по пьесам Н. Асанбаева «Зайтунгуль» (2005 г.), Т. Минуллина «Вот так случилось» (2006 г.), А. Островского «Поздняя любовь» (2007 г.), А. Чехова «Лебединая песня» (2008 г.), С. Белова «Мамуля» (2009 г.), А. Атнабаева «Он вернулся» (2009 г.), М. Багаева «Бес в ребро» (2010 г.), театрализованное представление, приуроченное к празднованию 65-летия Победы в Великой Отечественной войны «Лихие годы, славные годы» (2010 г.), Т. Миннуллина «Риваят» (2010 г.), Н. Асанбаева «Вишнёвая гора» (2011 г.), Т. Миннуллина «Клятва от лукавого» (2012 г.).
Ханов О. З. хорошо играет на баяне, занимался фехтованием.
Как режиссёр-постановщик спектакля «Деревенские истории» он выступил в г. Братиславе (Словакия).
Общий стаж деятельности Ханова О. З. на театральном поприще насчитывает 40 лет.

## Роли в спектаклях
Амплуа актёра: социальный герой, романтический герой, трагический герой, комедийный герой.
Роль Пупка в спектакле «Судьба не судьба» по повести М. Карима «Долгое-долгое детство».
Ж. Фейдо Спектакль «Дамский портной», роль Мулино-О.Ханов (Мамаша-З. Карпович)
В 2007 году был на гастролях на Украине, в г. Симферополе и участием в фестивале «Крымский ковчег» со спектаклем по пьесе Иржи Губача «Корсиканка», в котором он исполнял роль Наполеона.
В 2008 году состоялось участие в IV Фестивале театральных школ «Твой шанс» (г. Москва) со спектаклем «Старший сын» по пьесе А. Вампилова, где он воплотил на сцене образ Сарафанова и выступил как режиссёр-педагог.
Участвовал в IX Волковском Фестивале (г. Ярославль, РФ, 2008) со спектаклем по драме М. Лермонтова «Маскарад». За исполнение роли Арбенина, в этом же спектакле Олег Ханов был удостоен номинации «Лучшая мужская роль».
На III Фестивале имени Н. Х. Рыбакова в 2009 году получил звание — «Актёр России» (г. Тамбов).
В 2009 году в спектакле «Он вернулся» по пьесе А. Атнабаева в постановке Олега Ханова принял участие в Республиканском Фестивале «Театральная весна» (г. Уфа)
В 2010 году на VIII Фестивале Малых городов Салаватский государственный башкирский драматический театр был представлен спектаклем «Лебединая песня» по пьесе А. Чехова, в котором Олег Ханов выступил и как режиссёр, и как исполнитель роли Светловидова.

## Награды и премии
- Заслуженный артист  Башкирской АССР (1981)
- Народный артист  Башкирской АССР
  (1983)
- Заслуженный артист РСФСР (1987)
- Народный артист Российской Федерации (3 апреля 2024 года) — за большие заслуги в развитии кинематографического, музыкального, театрального, хореографического и циркового искусства[2]
- Лауреат Государственной премии Российской Федерации в области литературы и искусства (1996)
- В 1994 году Олег Ханов за работу в постановке Р. Исрафилова «Великодушный рогоносец» по пьесе Ф. Кроммелинка отмечен премией им. А. Яблочкиной в номинации «Лучшая мужская роль»
- Лауреат премии Республики Башкортостан имени Салавата Юлаева (1981)
- Лауреат премии «Оренбургская лира» (2003, 2012)
- Лауреат премии имени Станиславского (2014)
- Медаль имени Василия Шукшина (2015)
- Благодарность Министра культуры и массовых коммуникаций Российской Федерации (30 августа 2006 года) — за многолетний плодотворный труд, значительный вклад в развитие театрального искусства Оренбуржья и в связи с 150-летием со дня основания Оренбургского государственного областного драматического театра им. М. Горького[3]
- Лауреат премии им. А. А. Яблочкиной